# Museo del Dibujo y la Ilustración
No debe confundirse con el Museo ABC del dibujo y la ilustración.
El Museo del Dibujo y la Ilustración (MuDi) es un museo itinerante argentino. Fundado en 2004, preserva, cataloga y expone creaciones de humoristas gráficos, caricaturistas, ilustradores, historietistas, dibujantes y grabadores nacionales y extranjeros, y ha realizado distintas exposiciones en la ciudad de Buenos Aires, el interior del país, Fráncfort del Meno y Moscú, presentándose en el Museo Eduardo Sívori, la Biblioteca Nacional de Argentina, el Palacio Sarmiento y la Feria Internacional del Libro de Buenos Aires, entre otros lugares.
Su acervo es de unas diez mil obras de aproximadamente mil artistas, entre quienes se cuentan José María Cao Luaces, Dante Quinterno, Divito, Eduardo Ferro, Oscar Blotta, Abel Ianiro, Adolfo Mazzone, Eduardo Álvarez, Andrés Cascioli, Hugo Pratt, Alberto Breccia, José Muñoz, Horacio Altuna, Ernesto García Seijas, Horacio Lalia, Enrique Alcatena, José Luis Salinas, Raúl Soldi, Antonio Berni, Líbero Badíi, Julio Vanzo, Luis Seoane, Gabriel di Toto, Raúl Carpani, Ennio Iommi, Carlos Alonso, Benito Quinquela Martín, Luis Scafati, Lino Enea Spilimbergo, Pompeyo Audivert, Sergio Sergi, Abraham Vigo, Guillermo Facio Hebequer, Adolfo Bellocq, Frans Masereel y Clement Moreau. También posee una colección de periódicos y revistas, como El Mosquito, Don Quijote, La Presidencia, Caras y Caretas, El Hogar, Patoruzú y Rico Tipo.

## Equipo
El equipo de trabajo del museo está integrado por:
- Hugo Oscar Maradei, presidente.
- Hugo González Castello, vicepresidente.
- Gabriel Kargieman, productor general.
- María José Valdéz, estudios históricos.
- Catriel Martínez, diseño gráfico.
- Juan Izquierdo Brown, digitalizador de imágenes.
- Juan Cristóbal Basile, colaborador.
- Andrés Ferreiro, colaborador.
- Fernando de Lara, colaborador.
- Ricardo Gadilla Andrei, colaborador.
- Tony Torres, colaborador.
- Eduardo A. Sosa, colaborador.
- Humberto Acciarressi, colaborador especial.
- Cristina Alonso, colaboradora especial.
- Liliana Bustos, colaboradora especial.
- Oche Califa, colaborador especial.
- Mariano Chinelli, colaborador especial.
- Miguel de Nichilo, colaborador especial.
- Carmen Ferro, colaboradora especial.
- Miguel Foncueva, colaborador especial.
- Carlos Garaycochea, colaborador especial.
- Horacio González, colaborador especial.
- José María Gutiérrez, colaborador especial.
- Horacio Lares Divito, colaborador especial.
- María Isabel de Larrañaga, colaboradora especial.
- Cristian Mallea, colaborador especial.
- Laura Malosetti Costa, colaboradora especial.
- José Muñoz, colaborador especial.
- Nancy Nicolini de Echegaray, colaboradora especial.
- Cecilia Palacio, colaboradora especial.
- Rep, colaborador especial.
- Hilda Sabato, colaboradora especial.
- Juan Sasturain, colaborador especial.
- Hermann Schwartz, colaborador especial.
- Giustiniano Zucatto, colaborador especial.
- Gabriel Wainstein, colaborador especial.
- Guillermo Roux, colaborador especial.
- Luis Tarantino, colaborador especial.
- Fernando García, colaborador especial.
- Horacio Tarcus, colaborador especial.
- Alberto Giudici, colaborador especial.
- Sabrina Díaz, colaboradora especial.
- Enrique Scheinsohn, colaborador especial.
- Carlos Lovato, colaborador especial.
- Marcela Gene, colaboradora especial.
- Pablo Sapia, colaborador especial.
- Horacio López, colaborador especial.
- Graciela Perrone, colaboradora especial.
- Nook Diseño Web, programación y desarrollo.